# 清野長範
清野 長範（きよの ながのり、元亀4年（1573年）頃？ - 寛永11年（1634年））は、安土桃山時代から江戸時代前期にかけての武将。上杉氏の家臣。通称は助次郎、のちに周防守。蘆名氏の家臣平田舜範の子とされる。
少年時代に蘆名氏からの人質として上杉家に入り、その才気を上杉景勝に見出され小姓として仕え、景勝の家臣となったとされる。
景勝の命により、文禄元年（1592年）信濃国の清和源氏村上氏支流である清野氏を継承し、信州猿ヶ馬場城4177石に配された。慶長3年（1598年）には会津伊南城の城代として1万1000石（米沢藩移封後は3300石）を領した。慶長出羽合戦の際の長範宛ての直江兼続書状より、当時景勝への取次ぎ役を務めていたことが窺える。米沢藩時代も山岸尚家とともに、御側勤として景勝に近侍していた。
景勝死後も宿老の一人として、二代目藩主定勝の信頼は厚く、寛永10年（1633年）、それまで直江兼続死後もその側近に独占されていた米沢奉行に、島津利忠とともに与板衆以外では初めて任命された。翌寛永11年（1634年）、死去。
今もなお米沢市には長範ゆかりの周防殿堰、周防殿橋の地名が残る。『 上杉将士書上』『 川中島五箇度合戦之次第』の作者とされる。